# 天外魔境 真伝
『天外魔境 真伝』（てんがいまきょう しんでん、海外版タイトル『Kabuki Klash』）は、1995年6月20日にSNKよりMVS用アーケードゲームとして発売された対戦型格闘ゲームである。家庭用は、1995年7月28日にネオジオ用ソフトとして、同年12月8日にはネオジオCD版が、ともにハドソンから発売された。
『天外魔境』シリーズのメインキャラクターが中心に登場する対戦型格闘ゲーム。物語はキャラクターと世界観を強く押し出す方針で存在はしていない。
開発はハドソンとラクジンが行い、ディレクターは後に『ネオ・ボンバーマン』を手掛ける事となる木村修、グラフィックデザインは『天外魔境』シリーズお馴染みの辻野寅次郎、BGMは末村謙之輔および西沢正明、さらに南部栄作がそれぞれ担当した。

## 登場人物

### プレイヤーキャラクター
戦国卍丸（せんごく まんじまる） [Manjimaru Sengoku]
声：伊倉一寿（現：伊倉一恵）
『天外魔境II 卍MARU』（以下、『天外II』）の主人公。
カブキ団十郎（カブキだんじゅうろう） [Kabuki-Danjuro]
声：山口勝平
『天外II』のパーティキャラクターの1人及び『天外魔境 風雲カブキ伝』の主人公。
大蛇丸（オロチまる） [Orochimaru]
声：塩沢兼人
『天外魔境 ZIRIA』（以下、『天外I』）のパーティキャラクターの1人。
極楽太郎（ごくらく たろう） [Taro Gokuraku]
声：赤星昇一郎
『天外II』のパーティキャラクターの1人。
綱手（ツナデ） [Tsunade]
声：江森浩子
『天外I』のヒロイン。
絹（きぬ） [Kinu]
声：井上あずみ
『天外II』のヒロイン。
シロ
『天外II』のパーティに加わったノンプレイヤーキャラクター。本作では絹のサポートキャラクターとなっている。
八雲（やぐも） [Yagumo]
声：折笠愛
本作のオリジナルキャラクター。『天外魔境 風雲カブキ伝』に登場した阿国の妹。
自来也（ジライア） [Ziria]
声：岩田光央
『天外I』の主人公。

### ボスキャラクター
マントーとカラクリ兵はネオジオCD版のみ隠しコマンドで使用可能（対戦モードのみ）。その一方で、邪神斎（ルシフェラー）は使用できない。
マントーA（マントーエース） [Manto Ace]
声：千葉繁
『天外魔境』シリーズすべての作品に登場する敵キャラクター。『カブキ一刀涼談』の個体はマントーX。
カラクリ兵（カラクリへい） [Karakuri Soldier]
『天外I』に登場した敵キャラクター。
邪神斎（じゃしんさい） [Jyashinsai]
声：加藤精三
『天外I』のボスキャラクター。
ルシフェラー [Lucifeller]
声：加藤精三
本作の最終ボスで、邪神斎が変身した姿。

## 関連商品

### 攻略本
『ゲーメストムック 天外魔境 真伝』
1995年9月28日発売、新声社

### CD
『天外魔境 真伝』
1995年11月17日発売、ポニーキャニオン
本作のサウンドトラック。ゲーム中の音声や効果音も収録されている。